# マリサ・パレデス
マリサ・パレデス（Marisa Paredes, 1946年4月3日 - 2024年12月17日以前）は、スペイン・マドリード出身の女優である。

## 人物
ペドロ・アルモドバル監督作品の常連。1960年代からスペインの映画やテレビで活躍しており、若い頃はティーン・アイドルだった。
1996年にはスペイン映画国民賞を受賞した。2017年にはゴヤ賞功労賞を受賞した。映画監督である夫の間に娘がおり、彼女も女優になった。
2024年12月17日、過去に会長を務めたスペイン映画芸術科学アカデミーは死去したことを発表した。78歳没。

## 主な出演作品
- バチ当たり修道院の最期 Entre tinieblas (1983)
- ハイヒール Tacones lejanos (1991)
- 季節のはざまで Zwischensaison (1992)
- パリ空港の人々 Tombés du ciel (1993)
- 私の秘密の花 La Flor de mi secreto (1995)
- 深紅の愛 DEEP CRIMSON Profundo carmesí (1996)
- ライフ・イズ・ビューティフル La Vita è bella (1997)
- オール・アバウト・マイ・マザー Todo sobre mi madre (1999)
- デビルズ・バックボーン El Espinazo del diablo (2001)
- 私が、生きる肌 La piel que habito (2011)
- 皇帝と公爵 Linhas de Wellington (2012)
- ペトラは静かに対峙する Petra (2018)